# Copa de Andalucía de Fútbol Sala 2017
La Copa de Andalucía de Fútbol Sala 2017 fue la 11.ª edición de dicha competición andaluza. En esta edición compitieron 4 equipos, todos ellos pertenecientes a la Liga Nacional de Fútbol Sala en la temporada 2016-17, donde el Jaén Paraíso Interior es el único equipo de Primera División.
El campeón fue el Jaén Paraíso Interior.

## Equipos participantes
| - Atlético Mengíbar - Jaén Paraíso Interior | - U. M. A. Antequera - Real Betis |

## Fase Final

### Semifinales
| 2 de septiembre de 2017 | U. M. A. Antequera | 0 - 7 | Jaén Paraíso Interior | Estadio Municipal de Martos, Martos |  |

| 2 de septiembre de 2017 | Real Betis | 4 - 1 | Atlético Mengíbar | Estadio Municipal de Martos, Martos |  |

### Final
| 3 de septiembre de 2017 | Jaén Paraíso Interior | 4 - 0 | Real Betis | Estadio Municipal de Martos, Martos |  |